# Manchester (Vermont)
Manchester es un pueblo ubicado en el condado de Bennington en el estado estadounidense de Vermont. En el año 2010 tenía una población de 4.391 habitantes y una densidad poblacional de 40,1 personas por km².

## Geografía
Manchester se encuentra ubicado en las coordenadas 43°09′42″N 73°04′19″O / 43.16167, -73.07194.

## Demografía
Según la Oficina del Censo en 2000 los ingresos medios por hogar en la localidad eran de $47,196 y los ingresos medios por familia eran $59,191. Los hombres tenían unos ingresos medios de $36,453 frente a los $26,017 para las mujeres. La renta per cápita para la localidad era de $30,499. Alrededor del 4.6% de la población estaba por debajo del umbral de pobreza.